# Mark Schwarzer
Mark Scwarzer (født 6. oktober 1972 i Sydney) er en australsk-tysk tidligere fodboldmålmand. Gennem karrieren spillede han primært i England hos blandt andet Middlesbrough og Chelsea, og nåede mere end 100 kampe for Australiens landshold.

## Spillerkarriere

### De tidlige år
Schwarzer indledte sin seniorkarriere i australske Marconi Stallions, der på det tidspunkt spillede i den daværende National Soccer League. Efter at have taget springet til Europa repræsenterede australieren først tyske Dynamo Dresden og dernæst 1. FC Kaiserslautern. Op til sæsonen 1996-97 skiftede han Tyskland ud med England og Bradford City uden særlig succes. Allerede efter en enkelt sæson hos Bradford gik turen til midtengelske Middlesbrough, hvor det gik meget bedre. 

### Middlesbrough
Schwarzer fik sin debut for Middleborough i en League Cup-kamp mod Stockport County. Den australske målmand blev noget af institution hos Middlesborough og er i øjeblikket den udlænding, der har spillet flest kampe for en engelsk klub, da han passerede Dennis Bergkamps 315 kampe for Arsenal F.C. Schwarzer var desuden en betydningsfuld del af det Middlesbrough-hold, der vandt League Cup'en i 2004 med en sejr over Bolton Wanderers.

### Fulham
Efter 11 år hos Middleborough gik turen til London og Fulham F.C., hvor han fik sin debut i et 2-1 nederlag til Hull City i Premier Leagues indledende runde i 2008/09-sæsonen. Hos Fulman imponerede han med blandt andet i flere kampe at holde modstanderne fra at score. Schwarzer blev belønnet for sin gode indsats med at blive kåret til "Årets Spiller" i sin første sæson i klubben. 

### Chelsea
Ved kontraktudløbet i sommeren 2013 valgte den nu næsten 41-årige Mark Schwarzer at skrive en etårig kontrakt med Chelsea FC, hvor han blev andenmålmand efter Petr Cech. I denne situation blev det kun til enkelte kampe, men de tre første kampe i henholdsvis Liga Cup'en og Champions League holdt han målet rent. I CL-kampen mod Steaua Bukarest 11. december 2013 blev han den ældste spiller, der fik debut i turneringen med sine 41 år. Senere i sæsonen fik han Premier League-debut for Chelsea 19. april 2014, og her blev han den ældste Chelsea-spiller nogensinde i PL. 
Da Cech blev skadet i den første semifinale i Champions League mod Atletico Madrid, blev Schwarzer skiftet ind og holdt igen målet rent, lige som han gjorde i den følgende PL-kamp mod Liverpool F.C., inden han spillede hele returkampen mod Atletico, som Chelsea tabte 1-3 og derved ikke kvalificerede sig til finalen.

### Leicester
I januar 2015 blev Schwarzer hentet til Leicester City F.C. som backup til førstemålmand Kasper Schmeichel.

## Trofæer
Med Middlesbrough
- Andenplads i UEFA Cup'en 2006
- League Cup 2004

Med Fulham
- Andenplads i Europa League 2010